# University of the Nations
La University of the Nations (Universidad de las Naciones en castellano, UofN) es una universidad no-convencional que opera bajo la tutela de la organización cristiana evangélica Juventud con una Misión (JUCUM). La universidad cuenta con el respaldo de más de 500 bases operativas distribuidos en casi 150 países y con programas de instrucción en más de 100 idiomas.

## Historia

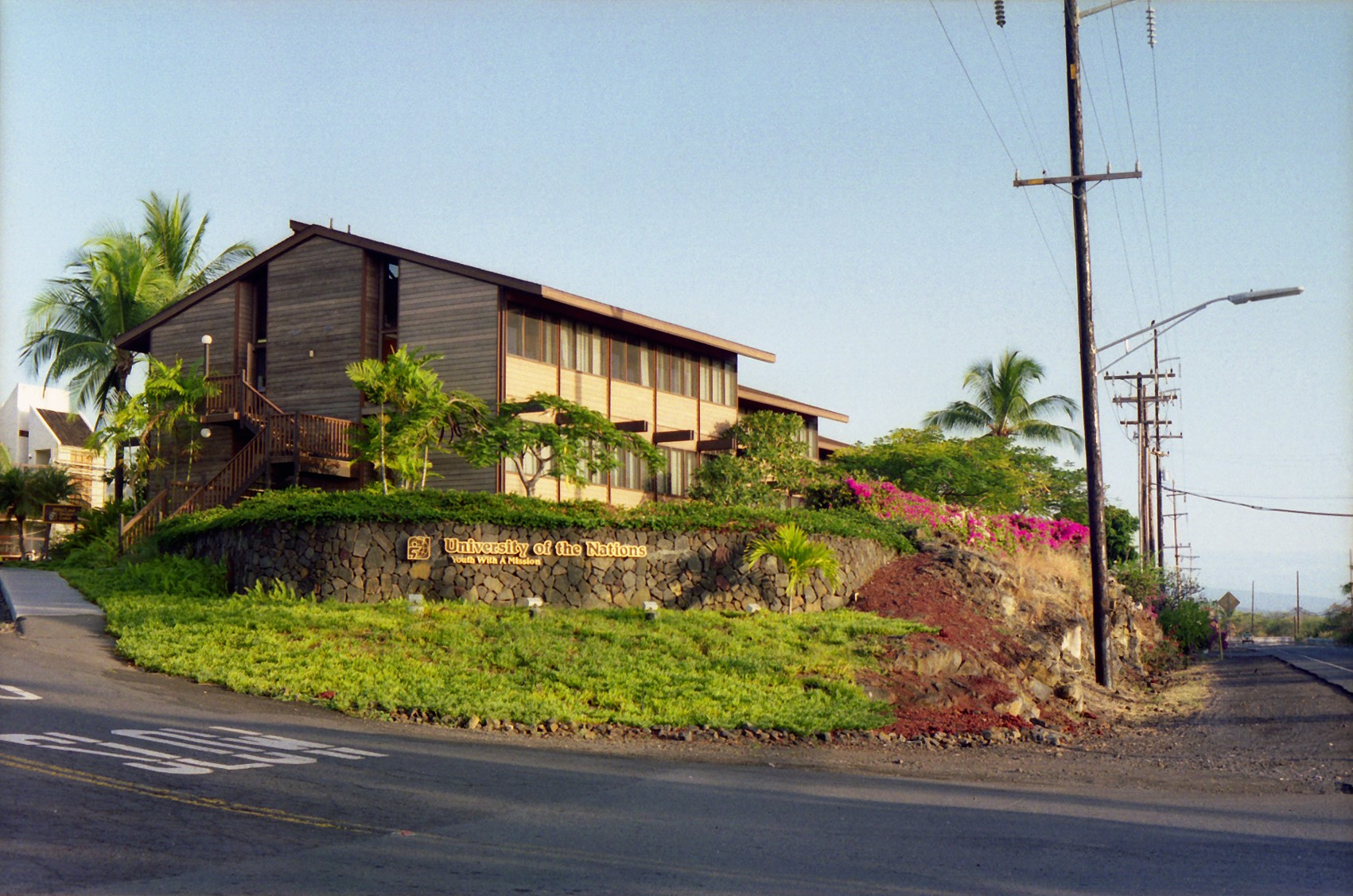
University of the Nations en Kona, Kailua (condado de Hawái, Hawái).

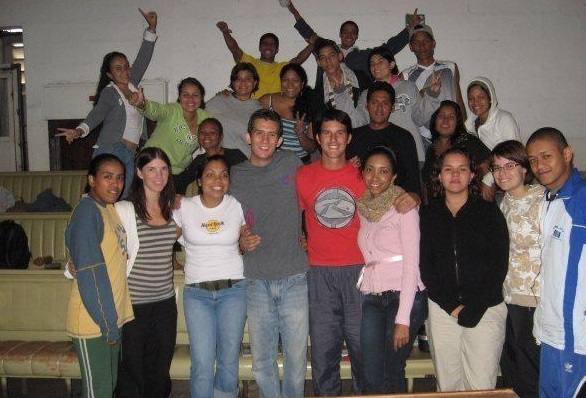
Curso EDE Bilingüe 2008 en San Antonio de los Altos, con participantes de Venezuela, Colombia, Brasil,
Suecia, USA, Australia y Suiza.

La universidad se fundó en el año 1978 como la Pacific & Asia Christian University (PACU) por el científico químico Howard Malmstadt y Loren Cunningham. Howard Vincent Malmstadt obtuvo su doctorado en química en la Universidad de Wisconsin, trabajó en la Universidad de Illinois y es considerado uno de los padres de la instrumentación química computarizada moderna. Loren Cunningham egresó del Instituto Bíblico Central de las Asambleas de Dios de Missouri, no obstante, ya había cursados estudios de educación superior en el Colegio Universitario de Santa Mónica y también en la Universidad de Los Ángeles California. Al establecerse otras sedes en todo el mundo, la PACU pasó a llamarse Universidad de las Naciones en 1989.
Desde sus inicios, uno de los requisitos para la prosecución de los cursos ofertados, es haber realizado el curso teórico/práctico Escuela de Discipulado y Entrenamiento (EDE): un curso de corte cristiano no-denominacional de 6 meses en forma internada, generalmente bilingüe; la cual provee la fundamentación (el ADN) de un alumno de la UofN. Esa característica es lo que permite que un determinado curso cuente con participantes de diversas naciones. No es de extrañar que un gran porcentaje de JCUMeros sean, inclusive, trilingües con una cosmovisión intercultural, como por ejemplo la base operativa "Aguias" en Curitiba.
Hoy día, muchos de los cursos ofertados requieren la realización de pasantías para su aprobación. Es allí donde las bases operativas de JUCUM alrededor del mundo juegan un papel fundamental en la canalización del recurso humano desde el entrenamiento hacia la práctica; ya sea en el mismo país u extranjero. Esto se entiende de la siguiente manera: un participante de JUCUM puede realizar un curso aprobado por la UofN, en Caracas y luego puede realizar su practica o pasantia en Curitiba, ya que en ambas ciudades existen bases operativas de JUCUM, por ende la UofN. Los cursos ofertados por UofN son para el servicio de la universidad y la organización que la cobija. 
Al principio, los creaditos educativos de la universidad no son reconocidos en algunos países, pero la UofN si acepta los créditos educativos aprobados de otras universidad, sea cual fuese el país de origen. En algunos casos, algunas institución - las cristianas sobre todo - tienen ciertos convenios con la UofN para la transferecia de créditos educativos.

## Áreas de estudios
La UofN ofrece programas de asociado o técnico superior, licenciaturas y maestrías de sus siete facultades (Catálogo 2017-2019). Esas facultades han sido diseñadas para traer la verdad y la esperanza de Dios en las siete áreas de influencia de la sociedad mundial. Esas facultades son:
- Facultad de Artes y Deportes
- Facultad de Ministerios Cristianos
- Falcultad de Comunicaión
- Facultad de Educación
- Falcultad de Ciencias de la Salud y Consejería
- Facultad de Educación y Estudios Internacionales
- Facultad de Ciencia y Tecnología.

Al mismo tiempo, la UofN cuenta con nueve centros interdisciplinarios
- Centro de Desarrollo Comunitario y Justicia
- Centro para las Escuela de Discipulado y Entrenamiento
- Centro de Recursos Familiares.
- Centro de Movilización Estudiantil
- Centro GENESÍS
- Centro para Estudios de Extensión
- Centro de Currículo
- Centro para el Desarrollo Económico
- Centro de Formación Cristiana y Discipulado